# Jonkheer
Jonkheer (ženský ekvivalent: jonkvrouw; francouzsky: Écuyer pouze v mužském rodě; jonkvrouw se používá v ženském rodě, dokonce i ve francouzštině; česky: panoš) je honorifikum v Nizozemí označující nejnižší hodnost v rámci šlechty. V Nizozemsku je to obecně prefix používaný netitulovanou šlechtou. V Belgii se jedná o nejnižší titul v rámci šlechtického systému, uznávaný kasačním soudem. Je příbuzný a ekvivalentní k německému šlechtickému honorifiku Junker, který se historicky používal v celé německy mluvící části Evropy a do určité míry také ve Skandinávii.
Zkratka tohoto honorifika je jhr. a zkratka ženského ekvivalentu jkvr. Je umísťována před křestním jménem a tituly. Při použití francouzského překladu écuyer se umísťuje za celé jméno a odděluje se čárkou.

## Šlechtické honorifikum
Jonkheer nebo jonkvrouw se doslovně překládá jako 'mladý pán' nebo 'mladá dáma'. Ve středověku byl takovým člověkem mladé a nemanželské dítě vysoce postaveného rytíře nebo šlechtice. Mnoho šlechtických rodin nemohlo podporovat všechny své syny, aby se stali rytíři, kvůli drahému vybavení. Takže nejstarší syn rytíře byl mladý pán a jeho bratři byli panoši.
Nicméně, v Nizozemí (a jiných částech kontinentální Evropy), ve většině případů hlava šlechtických rodů nese titul, který se dědí v mužské linii. Výsledkem je, že většina netitulované šlechty je v Nizozemsku. Jonkheer, nebo jeho ženský ekvivalent jonkvrouw, se proto poměrně brzy vyvinul v jiný, ale obecný význam: honorifikum, které znamenalo, že někdo patří k šlechtě, ale nemá titul. Zkratka jhr. (pro muže) nebo jkvr. (pro ženy) se uvádí před jménem, před akademickými, ale nikoli státními tituly.
Toto honorifikum by se dalo víceméně srovnat s „Edlerem“ v Rakousku nebo „Junkerem“ v Německu, i když kvůli okolnostem německé a zejména pruské historie „Junker“ předpokládal konotace militarismu, které v nizozemském ekvivalentu chyběly.
Manželka jonkheera se nejmenuje jonkvrouw, ale Mevrouw, přeloženo do češtiny jako Madam (s použitím jména jejího manžela). Pokud je však sama o sobě jonkvrouw, může být jako taková oslovována (spolu se svým dívčím jménem), pokud se nerozhodne používat jméno svého manžela.

## Šlechtický titul
Jonkheer je v Belgii nejnižší titul a oficiální nizozemské označení statusu (nikoli titul), jak je uvedeno výše, a jako takový jej používají zejména členové nizozemské královské rodiny s oslovením Jonkheer van Amsberg.
Často si však šlechtický titul může nárokovat rodina, jejíž členové jsou oficiálně uznáváni pouze jako jonkheeren, přičemž moderní monarchie tento titul neuznává buď proto, že rodina je registrována jako netitulovaná šlechta a může tak používat pouze honorifikum nebo predikát, nebo protože rodina nepožádala o oficiální registraci titulu, ale má grant šlechty, který předchází založení Nizozemského království v roce 1815.
V Belgii může řada rodin nést dědičný titul jonkheer. Významnými příklady jsou jonkvrouw Mathilde d'Udekem d'Acoz (královna Mathilde Belgická) a jonkvrouw Delphine Boëlová (princezna Delphine Belgická).

## Hodnostní koruna

Heraldická hodnostní koruna jonkheera

Hodnostní koruna pro netitulovanou šlechtu v Nizozemsku a Belgii je stejná jako u hodnosti dědičného rytíře, tj. Riddera: prostý zlatý kruh s osmi zlatými hroty, každý zakončený perlou; pět z nich je znázorněno. Zlatý kroužek koruny je navíc obklopen perlovým límcem.
Neuznaní držitelé titulů používají stejnou hodnostní korunu jako dědiční rytíři, jak je popsáno výše. Neuznané tituly nemohou oficiálně používat hodnostní korunu, a tedy používat hodnostní korunu, která jim byla historicky udělena, pokud vůbec nějaká kdy byla.

## Jonker
Jonker (nizozemská výslovnost: [ˈjɔŋkər], staré nizozemské hláskování joncker) je další forma slova jonkheer. V období Spojených provincií nizozemských to však bylo primární označení udělované netitulovaným – a úřadujícím – šlechticům v Nizozemsku. Později (zejména v 17. a 18. století) si jonkeři často říkali „baron“ po německém vzoru, což většina těchto šlechtických rodů přijala při vzniku Nizozemského království. V současnosti se pro označení jonkheer stále používá variantní titul, ale většina těchto novodobých „jonkerů“, či tedy jonkherenů, však často nejsou potomky starší netitulované šlechty, ale nizozemského městského a nešlechtického patriciátu, který byli povýšeni do nově ustanovené šlechty při založení Nizozemského království.

## Přezdívka
Nejznámější použití tohoto honorifika mezi anglicky mluvícími lidmi je jako kořen názvu města Yonkers v New Yorku. To slovo byla pravděpodobně přezdívka, ne honorifikum, spojená s Adriaenem van der Donckem, mladým nizozemským zákonodárcem, průkopnickým politikem a vlastníkem půdy v Novém Nizozemí.
Slovo, v odkazu na Adriaena van der Doncka, je mezi moderními učenci hláskováno různě. V úvodu Thomase F. O'Donnella k překladu Van der Donckova Popisu Nového Nizozemí je naznačeno, že Van der Donck byl známý jako „Joncker“. Ostrov ve středu světa od Russella Shorta má „jonkera“, zatímco kniha Edwarda Hagamana Halla o Philipse Manor Hall používá slovo „youncker“.
Ulici Jonker (Jonkerstraat) v Malacce v Malajsii, která odvozuje svůj název z nizozemštiny, lze vysledovat až do doby, kdy Nizozemci vládli Malace v letech 1641 až 1798.